# Can Uzun
Can Uzun (Regensburg, 11 november 2005) is een voetballer met zowel de Duitse als Turkse nationaliteit   die doorgaans als aanvallende middenvelder speelt. In 2023 maakte hij bij 1. FC Nürnberg zijn debuut in het betaald voetbal. In juli 2024 maakte hij de overstap van 1. FC Nürnberg naar Eintracht Frankfurt. Op 22 maart 2024 debuteerde hij voor het Turks elftal in een oefenwedstrijd tegen Hongarije.

## Clubloopbaan

### Jeugd
Uzun begon met voetballen in zijn geboorteplaats bij Jahn Regensburg om daarna te gaan spelen bij FC Ingolstadt. In 2019 maakte hij de overstap naar de jeugdacademie van 1. FC Nürnberg.

#### 1. FC Nürnberg (jeugd)
Uzun begon in de onder 15 om na één jaar zijn debuut te maken in de onder 17 in de eerste competitieronde tijdens de uitwedstrijd tegen de leeftijdsgenoten van Eintracht Frankfurt. Hij kwam in de 67e minuut in de ploeg en hij in tien minuten met drie doelpunten een 1-0 achterstand omboog naar een 1-3 eindstand. Het seizoen 2020/21 werd na vijf wedstrijden afgebroken wegens de maatregelen tegen COVID-19. In zijn tweede seizoen kwam hij tot 19 wedstrijden waarin hij 22 doelpunten wist te maken. In de met 6-3 gewonnen thuiswedstrijd tegen 1. FC Heidenheim maakte hij vier treffers. Wegens zijn goede spel maakte hij dit seizoen zijn eerste minuten in de onder 19. Op 20 november kwam hij in de tijdens de met 1-2 gewonnen uitwedstrijd tegen Bayern München in de 90e minuut in het veld.  In het seizoen 2022/23 werd hij aan de selectie van de onder 19 toegevoegd. In deze leeftijdscategorie bleef hij scoren. In 18 wedstrijden voor competitie en beker kwam hij tot 20 doelpunten.

### 1. FC Nürnberg
Uzun maakte op 10 april 2023 zijn eerste minuten bij de senioren met het tweede elftal in de Regionalliga Bayern tijdens de thuiswedstrijd tegen 1.FC Schweinfurt. In de met 3-4 verloren wedstrijd kwam hij in de 86e minuut in het veld voor Tim Handwerker. Twee minuten later maakte hij zijn eerste doelpunt en bracht de stand op 3-3.  Op 12 mei maakte hij als A-junior zijn debuut in het eerste elftal in de 2. Bundesliga tijdens de uitwedstrijd tegen 1. FC Magdeburg. Trainer Dieter Hecking bracht hem vlak voor het einde van het duel in de ploeg voor Kwadwo Duah. In de 34e competitieronde en laatste wedstrijd van het seizoen 2022/23 maakte hij zijn basisdebuut in de uitwedstrijd tegen SC Paderborn 07. In de met 0-1 gewonnen wedstrijd werd hij in de 65e minuut gewisseld en kwam Christoph Daferner op het veld.
In de voorbereiding op het seizoen 2023/24 werd Uzun aan de eerste selectie toegevoegd. In de tweede competitiewedstrijd liet de nieuwe trainer Cristian Fiél hem in de basis starten tijdens het thuisduel tegen Hannover 96. In de met 2-2 gelijkgespeelde wedstrijd maakte hij zijn eerste treffer in de 2. Bundesliga door beide doelpunten voor zijn rekening te nemen. Met 17 jaar en 268 dagen werd hij de jongste doelpuntenmaker in de geschiedenis van Nürnberg. Een week later volgden drie doelpunten tijdens de eerste ronde van de DFB-Pokal. In de met 1-9 gewonnen uitwedstrijd tegen de amateurs van FC Oberneuland speelde hij een belangrijke rol door driemaal te scoren en twee keer een assist te geven. Hij werd hierdoor de jongste speler die ooit een hattrick had gemaakt in het Duitse bekertoernooi. Hij volgde daarmee Olaf Thon op. Op zijn 18e verjaardag tekende hij zijn eerste profcontract tot 2026. Uzun veroverde met deze seizoenstart direct een basisplaats bij de Zuid-Duitse club en bleef zijn doelpunten maken. Voor de winterstop stond de teller op zes doelpunten. In het begin van 2024 pakte hij de draad weer op. In januari maakte hij twee doelpunten in de met 3-0 gewonnen thuiswedstrijd tegen Hansa Rostock. In februari was hij in het eigen Max-Morlock-Stadion wederom tweemaal trefzeker in het met 2-2 gelijk gespeelde duel tegen VfL Osnabrück. Hij kwam uiteindelijk in zijn eerste seizoen bij de senioren tot 16 doelpunten in 30 competitiewedstrijden. Aan het einde van het seizoen maakte hij de overstap naar Eintracht Frankfurt.

### Eintracht Frankfurt
In juli 2024 tekende de Uzun een contract tot de zomer van 2029.  Op 19 augustus maakte hij onder trainer Dino Toppmöller zijn debuut in de Bundesliga voor Frankfurt tijdens de uitwedstrijd in de eerste ronde van DFB-Pokal tegen Eintracht Braunschweig. In het met 1-4 gewonnen duel kwam hij in het Eintracht-Stadion in de 86e minuut in de ploeg voor Farès Chaïbi. Een week later maakte hij zijn eerste speelminuten in de Bundesliga. In het met 2-0 verloren uitduel tegen Borussia Dortmund kwam hij in de 76e minuut in de ploeg.
Op 24 oktober maakte hij zijn Europese debuut in de groepsfase van de Europa League tijdens de thuiswedstrijd tegen FK RFS uit de Letse hoofdstad Riga. Hij begon vanaf de aftrap en dat was de eerste keer bij Frankfurt. Een week later op 2 november maakte hij zijn eerste doelpunt voor Frankfurt in de met 7-2 gewonnen thuiswedstrijd tegen VfL Bochum. In de 66e minuut bracht hij na een assist van Omar Marmoush zijn ploeg op een 6-2 voorsprong. Op 23 januari maakte hij zijn eerste doelpunt tijdens een Europese wedstrijd. In het met 2-0 gewonnen thuisduel in de groepsfase tegen Ferencvárosi zette hij Frankfurt in de 49e minuut op een 1-0 voorsprong. Met 19 jaar en 73 dagen ging Uzun de geschiedenisboeken van de Zuid-Duitse club in als de op één na jongste doelpuntenmaker in een Europese competitie. Alleen Ernst Abbé was in 1967 jonger toen hij eveneens tegen de Hongaarse club zijn doelpunt maakte. 

## Clubstatistieken
| Seizoen                                    | Club                | Competitie      | Competitie | Competitie | Beker | Beker | Internationaal | Internationaal | Totaal | Totaal |
| Seizoen                                    | Club                | Competitie      | Wed.       | Dlp.       | Wed.  | Dlp.  | Wed.           | Dlp.           | Wed.   | Dlp.   |
| ------------------------------------------ | ------------------- | --------------- | ---------- | ---------- | ----- | ----- | -------------- | -------------- | ------ | ------ |
| 2022/23                                    | 1. FC Nürnberg      | 2. Bundesliga   | 3          | 0          | 0     | 0     | 0              | 0              | 3      | 0      |
| 2023/24                                    | 1. FC Nürnberg      | 2. Bundesliga   | 30         | 16         | 2     | 3     | 0              | 0              | 32     | 19     |
| 2024/25                                    | Eintracht Frankfurt | Bundesliga      | 20         | 4          | 1     | 0     | 10             | 1              | 31     | 5      |
| Carrière totaal                            | Carrière totaal     | Carrière totaal | 53         | 20         | 3     | 3     | 10             | 1              | 66     | 24     |
| Bijgewerkt tot en met het seizoen 2024/25. |                     |                 |            |            |       |       |                |                |        |        |

## Interlandloopbaan
Uzun kwam uit voor diverse Turkse nationale jeugdelftallen waarmee hij met Turkije –17 actief was op een Europees Kampioenschap. In maart 2024 maakte hij zijn debuut voor het Turkse elftal. 

### Turkse jeugdelftallen
Op 3 september 2021 maakte hij zijn debuut in Turkije –17 tijdens de oefenwedstrijd tegen Azerbeidzjan. Hij startte in de basis en maakte in de 39e minuut zijn eerste doelpunt en hij bracht daarmee Turkije op een 0-1 voorsprong. Na een succesvolle kwalificatiereeks met daarin vier doelpunten van zijn voet was Uzun met Turkije aanwezig op het Europees kampioenschap in Israël. In een poule met Spanje, Servië en België gingen ondanks twee doelpunten van Uzun alle wedstrijden verloren waardoor Turkije was uitgeschakeld. Op 28 november 2022 speelde hij met Turkije –18 met de oefenwedstrijd tegen Oezbekistan voorlopig zijn laatste jeugdinterland. Hij kwam tot op heden tot 14 jeugdinterlands waarin hij zeven keer wist te scoren. 
| Jeugdinterlands van Can Uzun voor Turkije | Jeugdinterlands van Can Uzun voor Turkije | Jeugdinterlands van Can Uzun voor Turkije | Jeugdinterlands van Can Uzun voor Turkije | Jeugdinterlands van Can Uzun voor Turkije | Jeugdinterlands van Can Uzun voor Turkije |
| №                                         | Datum                                     | Wedstrijd                                 | Uitslag                                   | Soort Wedstrijd                           | Doelpunten                                |
| Als speler bij Turkije –17                | Als speler bij Turkije –17                | Als speler bij Turkije –17                | Als speler bij Turkije –17                | Als speler bij Turkije –17                | Als speler bij Turkije –17                |
| ----------------------------------------- | ----------------------------------------- | ----------------------------------------- | ----------------------------------------- | ----------------------------------------- | ----------------------------------------- |
| 1.                                        | 3 september 2021                          | Azerbeidzjan – Turkije                    | 1 – 4                                     | Vriendschappelijk                         | Goal                                      |
| 2.                                        | 6 september 2021                          | Azerbeidzjan – Turkije                    | 0 – 2                                     | Vriendschappelijk                         |                                           |
| 3.                                        | 6 oktober 2021                            | Turkije – Malta                           | 6 – 1                                     | EK-kwalificatie                           |                                           |
| 4.                                        | 9 oktober 2021                            | Turkije – Montenegro                      | 1 – 0                                     | EK-kwalificatie                           |                                           |
| 5.                                        | 12 november 2021                          | Duitsland – Turkije                       | 2 – 1                                     | Vriendschappelijk                         |                                           |
| 6.                                        | 15 november 2021                          | Duitsland – Turkije                       | 2 – 1                                     | Vriendschappelijk                         |                                           |
| 7.                                        | 23 maart 2022                             | Servië – Turkije                          | 3 – 2                                     | EK-kwalificatie                           |                                           |
| 8.                                        | 26 maart 2022                             | Turkije – Wales                           | 5 – 2                                     | EK-kwalificatie                           | Goal · Goal                               |
| 9.                                        | 29 maart 2022                             | Turkije – Slovenië                        | 5 – 2                                     | EK-kwalificatie                           | Goal · Goal                               |
| 10.                                       | 17 mei 2022                               | Turkije – Spanje                          | 0 – 2                                     | Europees kampioenschap                    |                                           |
| 11.                                       | 20 mei 2022                               | Servië – Turkije                          | 2 – 1                                     | Europees kampioenschap                    | Goal                                      |
| 12.                                       | 23 mei 2022                               | België – Turkije                          | 3 – 1                                     | Europees kampioenschap                    | Goal                                      |
| Als speler bij Turkije –18                |                                           |                                           |                                           |                                           |                                           |
| 1.                                        | 26 november 2022                          | Turkije – Oezbekistan                     | 3 – 0                                     | Vriendschappelijk                         |                                           |
| 2.                                        | 28 november 2022                          | Turkije – Oezbekistan                     | 0 – 0                                     | Vriendschappelijk                         |                                           |
| Bijgewerkt tot 22 maart 2024              |                                           |                                           |                                           |                                           |                                           |

### Turkse elftal
Begin maart 2024 maakte Uzun via instagram bekend dat hij ervoor had gekozen om niet voor het Duitse elftal uit te komen maar om voor Turkije te gaan spelen. Kort daarop maakte hij op 22 maart zijn debuut in de oefenwedstrijd tegen Hongarije. In het met 1-0 verloren uitduel bracht bondscoach Vincenzo Montella hem in de 77e minuut in de ploeg voor Kenan Yıldız. Eind mei werd bekend dat hij was geselecteerd voor de voorlopige selectie voor het Europees kampioenschap in Duitsland. Vlak voor de start van het eindtoernooi werd bekend dat hij niet mee ging.

### Interlandstatistieken
| Interlands van Can Uzun voor Turkije | Interlands van Can Uzun voor Turkije | Interlands van Can Uzun voor Turkije | Interlands van Can Uzun voor Turkije | Interlands van Can Uzun voor Turkije | Interlands van Can Uzun voor Turkije |
| №                                    | Datum                                | Wedstrijd                            | Uitslag                              | Soort Wedstrijd                      | Doelpunten                           |
| ------------------------------------ | ------------------------------------ | ------------------------------------ | ------------------------------------ | ------------------------------------ | ------------------------------------ |
| 1.                                   | 22 maart 2024                        | Hongarije – Turkije                  | 1 – 0                                | Vriendschappelijk                    |                                      |
| Bijgewerkt tot 4 juni 2024           |                                      |                                      |                                      |                                      |                                      |

## Persoonlijk
De familie van Uzun komt oorspronkelijk uit Rize. Zijn grootvader vertrok vandaar uit naar Duitsland waar zijn beide ouders zijn geboren. In zijn jeugd voetbalde hij veel met Kenan Yıldız.